# Калев (футбольный клуб, Таллин)
«Ка́лев» (эст. JK Tallinna Kalev) — эстонский футбольный клуб из Таллина.

## История
Клуб основан в 1909 году под названием «Метеор», его первым тренером стал шотландский торговец льном Джон Стормонт Уркхарт. 6 июня 1909 года «Метеор» сыграл футбольный матч с клубом «Меркуур» (4:2), который считается первым футбольным матчем на территории Эстонии. В первый состав клуба входили будущие игроки сборной Эстонии Вольдемар Луйк и Отто Силбер, а также участник Олимпиады-1920 бегун Йоханнес Виллемсон. 27 мая 1911 года «Метеор» вошёл в состав спортивного общества «Калев» и взял его название, эта дата часто считается датой основания футбольного клуба «Калев». Двукратный чемпион Эстонии (1923, 1930).
С 1947 года участвовал в соревнованиях мастеров в СССР, некоторое время выступал под именем «Балтфлот». С 1955 года перешёл на уровень соревнований КФК, где во второй половине 1950-х годов трижды побеждал в чемпионате Эстонской ССР. В 1960 году решением Федерации футбола СССР как представитель союзной республики получил место в классе «А» чемпионата СССР и выступал на протяжении двух сезонов — в 1960 году занял 19 место, в 1961 году — 22-е (последнее). В сезоне 1962 года таллинский клуб занял 9-е место в первой лиге, после этого был расформирован.
Возрождён в 2002 году. В 2007 году занял 6 место в высшей лиге чемпионата Эстонии. По итогам сезона 2009 года клуб занял 10-е место в Мейстрилиге и вылетел в Эсилигу. В 2014 году столичный клуб вернулся в Премиум Лигу Эстонии, а главным тренером клуба стал Сергей Замогильный. По итогам сезона команда заняла последнее место и вылетела в Эсилигу Эстонии. 25 ноября стало известно имя нового главного тренера — Марко Пярнпуу.
В январе 2017 года титульным спонсором клуба стала букмекерская контора «Coolbet», тогда же президентом клуба стал Рагнар Клаван совместно с Йоелем Линдпере. Этот же сезон команда завершила на втором месте в первой лиге Эстонии и в 2018 году получила право выступать в высшей лиге страны. В ноябре этого же года команду возглавил Арго Арбейтер.
В эстонской системе лиг участвуют также молодёжная команда клуба — «Калев U21» и команда «Калев III».

## Главные тренеры
| Тренер                         | Гражданство | Начало          | Конец             |
| ------------------------------ | ----------- | --------------- | ----------------- |
| Ааво Сарап                     | Эстония     | 2004            | август 2009       |
| Даниэль Мейель                 | Эстония     | август 2009     | конец сезона 2009 |
| Сергей Ратников                | Эстония     | 2010            | 2012              |
| Франк Бернхардт                | Германия    | 4 декабря 2012  | 31 декабря 2013   |
| Тармо Рюютли                   | Эстония     | январь 2014     | 6 марта 2014      |
| Сергей Замогильный             | Эстония     | 7 марта 2014    | 25 ноября 2014    |
| Марко Пярнпуу                  | Эстония     | 25 ноября 2014  | 15 ноября 2017    |
| Арго Арбейтер                  | Эстония     | 17 ноября 2017  | 30 декабря 2018   |
| Александр Дмитриев             | Эстония     | 1 января 2019   | 18 марта 2020     |
| Лийво Лиэтма                   | Эстония     | 18 марта 2020   | 31 августа 2020   |
| Дмитрий Калашников             | Латвия      | 31 августа 2020 | конец сезона 2020 |
| Даниэль Мейель и Айвар Аннисте | Эстония     | 2021            | н. в.             |